# Saint-Sulpice-sur-Risle

Saint-Sulpice-sur-Risle este o comună în departamentul Orne, Franța. În 1 ianuarie 2022 avea o populație de 1.587 de locuitori.